# جيسالين جيلسيج
جيسالين جيلسيج هي ممثلة كندية، ولدت في 30 نوفمبر 1971 بمونتريال في كندا. بدأت مشوارها المهني سنة 1992.

## أعمال

### أفلام
- (1998) هامس الخيل[6]
- (2008) ليلة حفل التخرج[7]
- (2009) زوج الأم

### مسلسلات
- ذا غود وايف
- غلي
- فايكنغز
- فضيحة[8]
- نيب/تك
- هيروز

## وصلات خارجية
- جيسالين جيلسيج على موقع IMDb (الإنجليزية)
- جيسالين جيلسيج على موقع روتن توميتوز (الإنجليزية)
- جيسالين جيلسيج على موقع قاعدة بيانات الأفلام العربية
- جيسالين جيلسيج على موقع ألو سيني (الفرنسية)
- جيسالين جيلسيج على موقع ميوزك برينز (الإنجليزية)
- جيسالين جيلسيج على موقع تيرنر كلاسيك موفيز (الإنجليزية)
- جيسالين جيلسيج على موقع أول موفي (الإنجليزية)
- جيسالين جيلسيج على موقع قاعدة بيانات الأفلام السويدية (السويدية)
- جيسالين جيلسيج على موقع إن إن دي بي (الإنجليزية)
- جيسالين جيلسيج على موقع أول ميوزيك (الإنجليزية)